# Historia del Territorio de la Capital Australiana
Territorio de la Capital Australiana, como división administrativa australiana, del establecimiento de la Federación de Australia en 1901, cuando fue creado legalmente como el sitio para la capital de Australia, Camberra. La región ha sido habitada por humanos desde hace mucho antes de la creación del territorio, con evidencia de asentamiento aborigen que data de al menos hace 21,000 años. Fue parte de las tierras tradicionales asociadas al pueblo ngunnawal y a varios otros grupos étnicos y lingüísticos. Tras la colonización británica de Australia, los europeos realizaron sus primeras exploraciones del área en 1820, seguidas poco después por sus primeros asentamientos en 1824. Al principio la región estuvo dominada por grandes propiedades que se usaban para pastoreo de ovejas y ganado, las cuales eran otorgadas a colonizadores libres que provenían del Reino Unido u otros países europeos. Con el tiempo estas grandes propiedades se dividirían y subdividirían de acuerdo a los cambios de tenencia de tierras, haciendo de las pequeñas granjas y desarrollos urbanos algo más común.
A principios del siglo XX, la región cambió su curso de desarrollo cuando fue elegida como el sitio de creación para la capital de Australia en 1908. El territorio fue formalmente cedido al gobierno de Australia por el gobierno de Nueva Gales del Sur en 1909, y también se cedió a la Unión terreno adicional en la bahía de Jervis para el establecimiento de un puerto marítimo para la capital. Quedó oficialmente bajo el control del gobierno como el Territorio Federal de la Capital el 1 de enero de 1911. La planificación y construcción de Canberra continuó, y el Parlamento de Australia finalmente se trasladó allí en 1927. El territorio oficialmente se convirtió en el Territorio de la Capital Australiana en 1938. La ciudad de Canberra se desarrolló y expandió para acomodar al gobierno federal australiano, mientras que sus alrededores se han desarrollado para apoyar a la ciudad, incluyendo la construcción de represas, el establecimiento de bosques de plantación y la creación de áreas protegidas. El desarrollo político del territorio comenzó en 1949, cuando se le confirió su primer representante en el Parlamento de Australia, y se completó luego cuando fue declarado territorio autónomo con gobierno propio en 1988.

## Antes de la llegada de los europeos

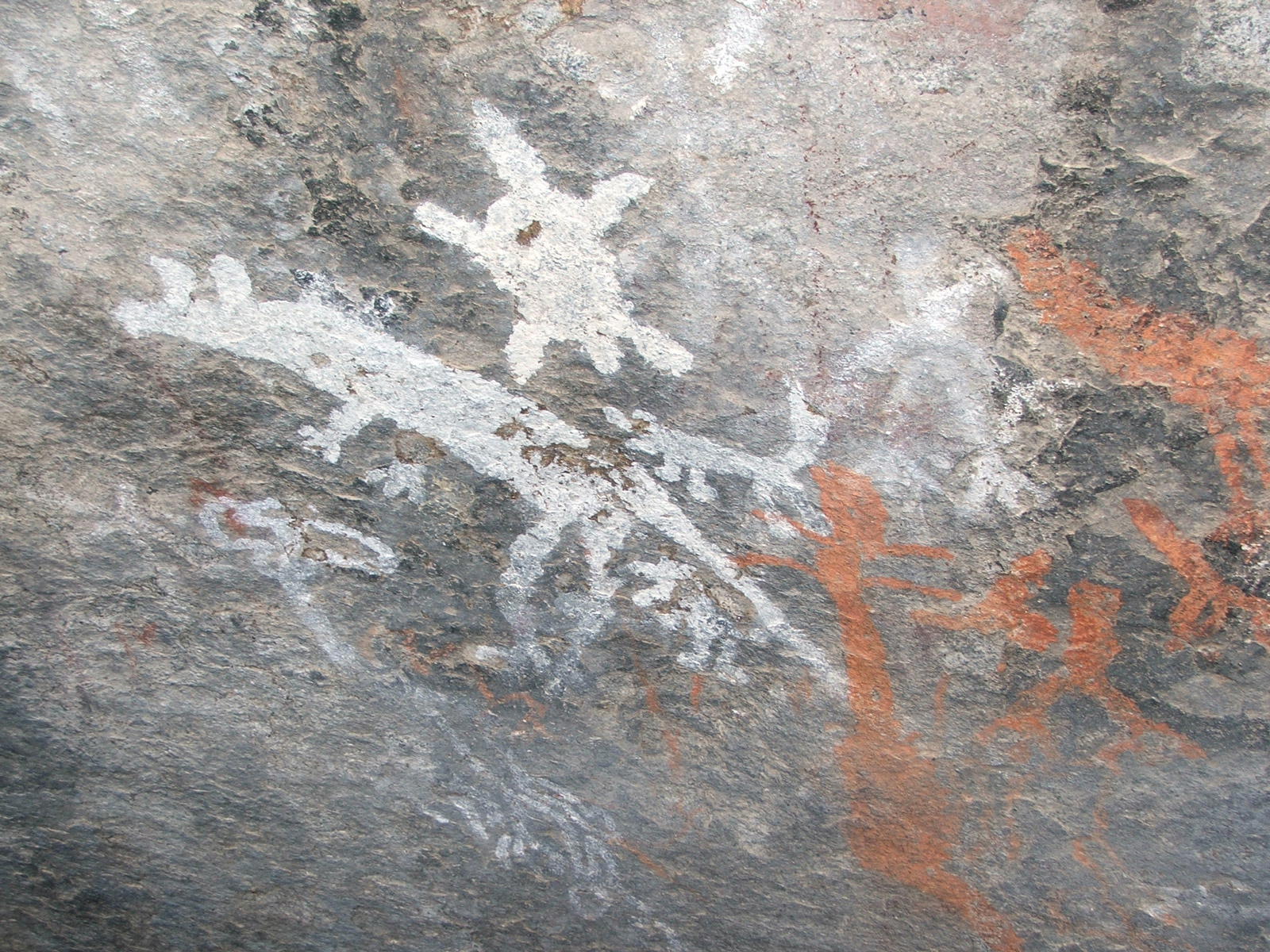

Las tierras incorporadas al Territorio de la Capital Australiana han sido durante mucho tiempo habitadas por aborígenes australianos. La evidencia arqueológica del abrigo rocoso de Birrigai en la Reserva Natural de Tidbinbilla indica que su presencia data de hace al menos 21,000 años. Es posible que el área haya sido habitada mucho antes, ya que hay más evidencia de asentamiento aborigen al suroeste de Nueva Gales del Sur, la cual data de entre 40,000 y 62,000 años atrás. Otros sitios de importancia en la reserva incluyen el abrigo rocoso de Bogong, el cual contiene la más antigua evidencia de ocupación aborigen en un lugar de descanso para polillas Bogong. Esas polillas eran una importante fuente de alimentación para los aborígenes de los Alpes Australianos; las polillas entraban en millares a cuevas y grietas de roca donde eran capturadas y luego asadas en arena o cenizas, para comerlas enteras. Otros numerosos sitios cultural y arqueológicamente importantes son conocidos alrededor del territorio, incluyendo abrigos rocosos, sitios de arte rupestre, dispersiones de artefactos hechos de piedra, árboles rugosos y minas de cuarzo. La Montaña de Tidbinbilla también se cree que pudo haber sido usada para ceremonias aborígenes de iniciación.
El pueblo ngambri es el custodio de la tierra que incluye el territorio, cuya asociación con el área es conocida gracias a los relatos de los primeros colonizadores europeos y a la historia oral del pueblo mismo. Otros grupos que se observan activos en la región son los ngarigos moolingoolah monaroo, al sur y al sureste del Territorio de la Capital Australiana; los gundungurras, los pagongs y los parramarragoos asociados con las tierras del noreste; los ngunawales al norte y los ngurmales al oeste. Estos grupos de aborígenes australianos fueron cazadores y recolectores, cuyas tradiciones orales mantuvieron y explicaron sus conexiones con el paisaje, la importancia cultural de rasgos particulares, y rus relatos de sus identidades históricas. Muchas de esas tradiciones están documentadas, y de lo que puede reconstruirse con las evidencias obtenidas en los sitios arqueológicos que quedan, hay un registro adecuado de la historia de los aborígenes locales previa a la exploración y asentamiento europeos.

## Exploración
En 1788 los británicos desembarcaron en la ensenada de Sídney, y comenzó el ya mencionado asentamiento europeo en Australia. en la medida que la colonia se expandía, se necesitaba más tierra para cederla a colonizadores libres que la cultivaran. El gobernador Lachlan Macquarie apoyó expediciones que abrieran nuevas tierras hacia el Sur, incluyendo una para hallar una ruta terrestre desde Sídney a la bahía de Jervis, un área que luego sería incorporada en el territorio como su única posesión costera. En 1818 Charles Throsby, Hamilton Hume, James Meehan y William Kearns empezaron a buscar la ruta, una tarea cumplida ese mismo año por Throsby y Kearns. La década de 1820 fue testigo de más exploración en el área de Camberra, asociada con la construcción de un camino desde Sídney a los llanos de Goulburn, supervisada por Throsby. Al escuchar de aborígenes locales que había ríos en el sur, en 1820 Throsby, su asistente convicto Joseph Wild y James Vaughan empezaron a explorar la región de Camberra (que  describieron como "Limestone Plains" los "Llanos de Piedra Caliza"), descubriendo también el río Yass. Se montó una segunda expedición, y el sobrino de Charles Throsby, Charles Throsby Smith, Wild y Vaughan exploraron más los ríos Molonglo y Queanbeyan (Jullergung), y fueron los primeros europeos en acampar en el sitio. En 1821 Charles Throsby montó una tercera expedición en la que encontró el río Murrumbidgee.
Joseph Wild fue contratado por el comandante de la brigada John Ovens y el capitán Mark Currie en 1823 para guiarlos al Murrumbidgee. Viajaron al sur a lo largo del río y dieron el nombre Llanos de Isabela al área ahora conocida como Tuggeranong. Incapaces de cruzar el río cerca del actual sitio de Tharwa, continuaron hacia los llanos de Monaro. La última expedición en la región fue emprendida por Allan Cunningham en 1824. Los reportes de Cunningham verificaron que la región era apropiada para pastoreo, y el asentamiento en Limestone Plains siguió inmediatamente después.

## Asentamiento europeo

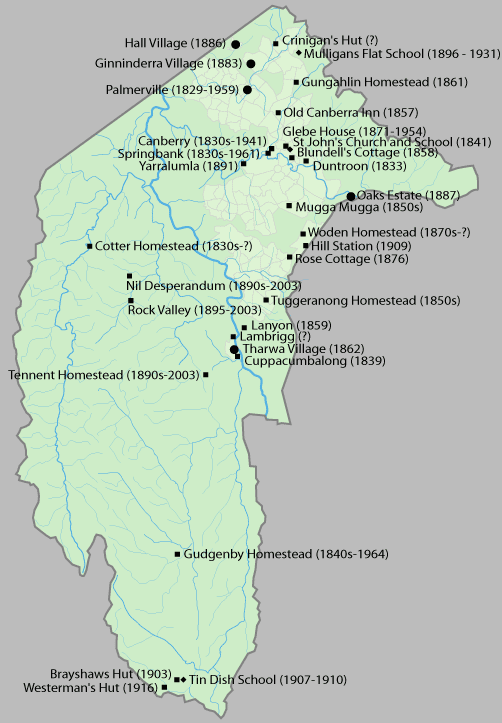
Asetamientos y estructuras importantes en el Territorio de la Capital Australiana previos a 1909.

Cuando se determinaron los límites de los asentamientos en Nueva Gales del Sur, se autorizó el asentamiento de británicos y otros europeos en Limestone Plains. La primera concesión de terreno en el área se hizo a Joshua John Moore en 1823, y la construcción de una granja en 1824 en lo que hoy se conoce como la península Acton a manos de ganaderos empleados por él dio inicio al asentamiento europeo. Moore compró formalmente el sitio en 1826 y llamó a la propiedad Canberry, o Camberra, aunque nunca la visitó. Su reclamación de 4 km² cubrió gran parte de la futura Camberra del Norte. Junto al límite oriental de la reclamación de Moore estaba la tierra ocupada por James Ainslie en lugar de Robert Campbell, que era conocida como Duntroon. A John Palmer se le dio tierra en la región que fue tomada por su hijo George Palmer en 1826., que estableció Palmerville cerca de Ginninderra Creek en 1829. "Squire" en Gungahlin fue completado en 1861. Ginninderra Village fue el lugar para la primera escuela, que funcionó desde 1844 hasta 1848. La Iglesia de San Juan (St John's) fue la primera de Camberra; se consagró y abrió al público en 1845.
La región situada diez kilómetros al sur del río Molonglo y conocida hoy como los Llanos de Tuggeranong tuvo sus primeros asentamientos a fines de la década de 1820, empezando oficialmente con Peter Murdoch en 1827. La granja Waniassa (también conocida como granja Tuggeranong) se completó en 1836 a manos de John McQuoid, y los primeros edificios de los terrenos Lanyon, pertenecientes a by John Lanyon y James Wright, fueron construidos en 1838. La primera granja de Tharwa fue construida por James Wright en 1839 y se llamó Cuppacumbalong. Tharwa es el asentamiento más antiguo del Territorio de la Capital Australiana, al haber sido proclamado en 1862.
Más al sur en el área que ahora es parte del Parque nacional Namadgi se construyeron las estaciones Naas y Orroral en los valles de los ríos Naas y Orroral, respectivamente. Durante la década de 1830 Garrett Cotter habitó el valle del Río Cotter, llamado así por su larga asociación con él. A finales de dicha década se establecieron la granja y la estación Boboyan. Los primeros asentamientos de Gudgenby datan de principios de la década de 1840; por aquel entonces se construyó también la granja Gudgenby. Para 1848 gran parte de los valles principales del área de Namadgi tenían asentamientos.
El trabajo de convictos se usó mucho en la región, y los primeros forajidos de la región fueron convictos fugados. John Tennant fue el primer forajido y el más conocido de la región, y vivió en un escondite en una montaña detrás de Tharwa, que hoy se conoce como monte Tennant. Desde 1827 asaltó las granjas locales robando ganado, comida y posesiones hasta que fue arrestado en 1828. Más tarde fue colgado por sus crímenes en Sídney. El desafuero en la región condujo al nombramiento del primer magistrado residente el 28 de noviembre de 1837, quien debía supervisar los asuntos legales y emitir las licencias de licor a variados establecimientos, el primero de los cuales fue el Oaks Estate en 1841. Una significativa afluencia de población y de actividad económica tuvo lugar para la fiebre del oro de la década de 1850. Las fiebres de oro vieron el establecimiento de las comunicaciones entre Sídney y la región por medio de los carruajes Cobb & Co, que transportaban correo y pasajeros. La primera oficina de correos abrió en Ginninderra en 1859 y la segunda en Lanyon en 1860. Las actividades de los forajidos continuaron con las fiebres de oro: Los forajidos nacidos en Australia Ben Hall y los hermanos Clarke estaban activos en el área, asaltando los coches del correo y las cargas de oro.

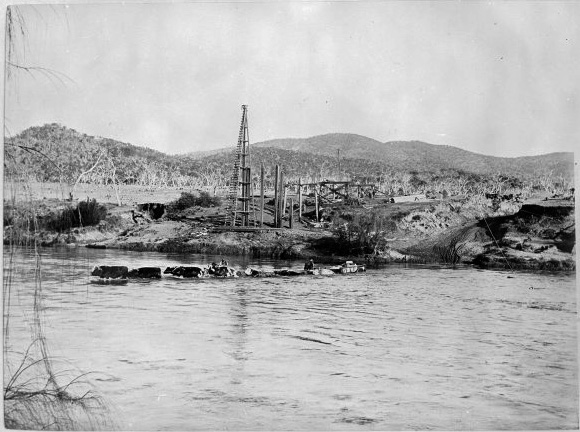
Construcción del puente Tharwa, 1893.

Terence Aubrey Murray nació en Irlanda en 1810 y emigró a Sídney con su familia en 1827. En 1837 adquirió la propiedad de Yarralumla y se trasladó al área. Llegó a ser el primer representante parlamentario del distrito desde 1860. El Acta de Tierras Robertson y las Actas de Asentamientos Cercanos alteraron los mecanismos de cesión de tierras y terminaron en la división de grandes propiedades en Nueva Gales de Sur. Con los cambios en la tenencia de tierras el enfoque económico de la región cambió de la ganadería a la agricultura.
En tiempos coloniales lo que hoy es Camberra estaba ocupado por varias comunidades locales llamadas con nombres nativos como Ginninderra, Molonglo y Tuggeranong. A la región también se le llamó el distrito Queanbeyan/Yass, que eran los pueblos más grandes en las cercanías de Camberra. Las villas de Ginninderra y Tharwa se desarrollaron para dar servicios a las comunidades granjeras locales. En 1882 se vendieron los primeros terrenos de la villa Hall, llamada así por el antiguo pastoralista Henry Hall. Para 1901 era ya un pueblo establecido con dos tiendas, un hotel, carrocero, herrero, carnicero, zapatero, ensillador y lechería.
En 1886, el agrónomo William Farrer, residente de Cuppacumbalong, construyó Lambrigg en los bancos del río Murrumbidgee al sur del actual Tuggeranong. Lambrigg era una estación de investigación donde experimentó con trigo resistente a los hongos y a la sequía; las variedades que cultivó fueron ampliamente usadas por granjeros de trigo australianos, y más tarde se le consideró el fundador de la industria del trigo en Australia. El puente Tharwa Bridge, el más antiguo aún en existencia de la región, fue inaugurado en 1895 como el primer puente sobre el río Murrumbidgee. Para 1911, cuando la región pasó a control federal, la población había crecido a 1.714 colonos.

## Relaciones entre grupos culturales
Durante los primeros veinte años de asentamiento europeo existió sólo un contacto limitado entre aborígenes y colonizadores. Hay informes de hostilidades mínimas, aunque algunas confrontaciones quedaron registradas.
Joseph Franklin compró tierras en Brindabellas en 1849 e intentó instalar una granja. Los aborígenes locales mataron su ganado, y tuvo que replegarse a las montañas. En 1859 se descubrió oro en Kiandra, lo que atrajo a muchos buscadores al área por medio de Brindabellas y las montañas al Oeste del Territorio de la Capital Australiana, diezmando aún más la población aborigen. Para cuando Franklin volvió a Brindabellas en 1863, las comunidades aborígenes que se podían encontrar todavía eran pocas y ampliamente dispersas.
En los años que siguieron, los ngunnawal y otros pueblos indígenas locales dejaron de existir efectivamente como comunidades unidas e independientes que se adhirieran a sus formas de vida tradicionales. Los que no habían sucumbido a las enfermedades y otras depredaciones o bien se dispersaron entre los asentamientos locales o fueron relocalizados en reservas aborígenes más distantes que fueron establecidas por el gobierno de Nueva Gales del Sur a finales del siglo XIX. Generalmente se esperaba que los hijos de familias mestizas fueran asimilados por las comunidades colonas. El pueblo Ngambri, por lo tanto, se consideró extinto. Con todo, en una situación similar a la de los aborígenes de Tasmania, la gente que dice tener ascendencia Ngambri mantiene su conexión con la identidad Ngambri. Ha habido, eso sí, algunas disputas dentro de la misma comunidad respecto a quiénes deben ser considerados miembros de la comunidad Ngambri contemporánea, que hasta hoy está activa y deseosa de restaurar su herencia cultural.

## En busca de una ubicación para la capital

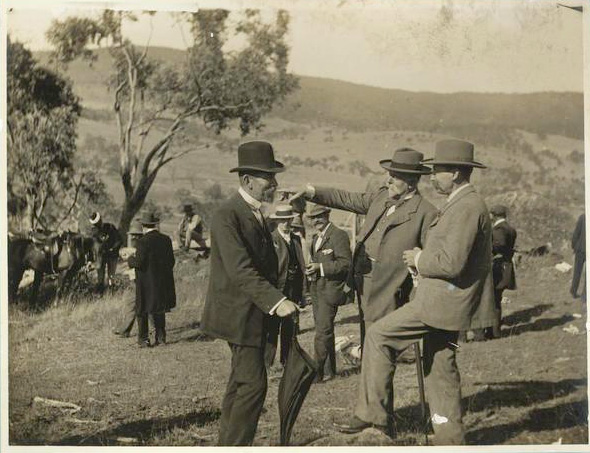
Senadores inspeccionando un sitio tentativo para la nueva capital en Tumut

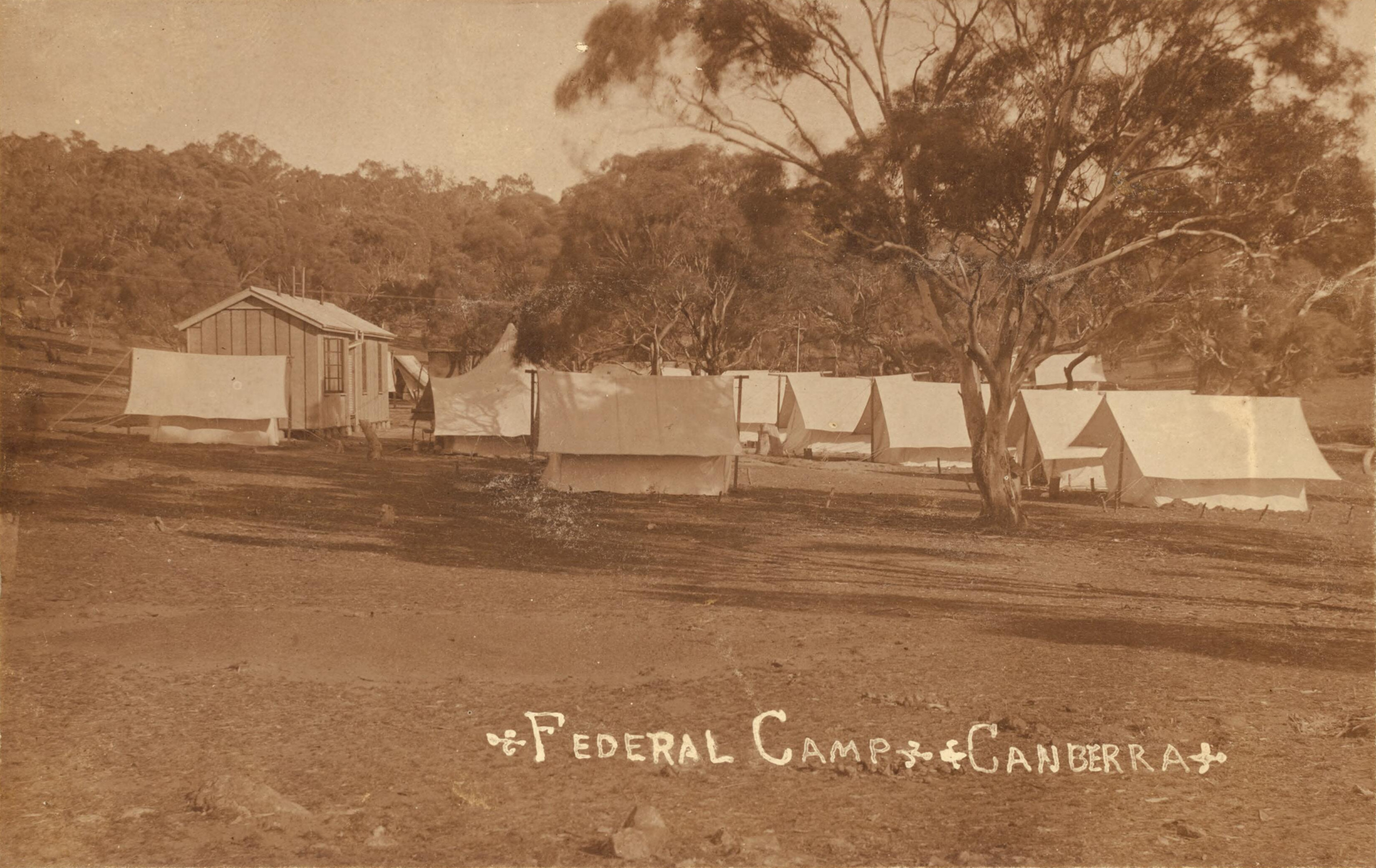
El campamento de estudio de la Capital Federal fue establecido alrededor de 1909. Charles Scrivener y su equipo terminaron un estudio completo del Territorio de la Capital Australiana en 1915.

El paso de zona rural de Nueva Gales del Sur a la capital nacional empezó con los debates sobre la Federación a principios del siglo XX.  Para entonces, Melbourne era la ciudad más grande de Australia y se le consideraba la más cercana a convertirse en la capital nacional. Las colonias occidentales (Australia Occidental, Australia del Sur y Victoria) apoyaban a Melbourne. Sin embargo, Nueva Gales del Sur, con la población de colonos más grande, y -a menor grado- Queensland se inclinaban por Sídney, que era más antigua. Cualquiera de estas dos ciudades coloniales podría haber sido aceptable con el tiempo para los estados más pequeños, pero la rivalidad entre Sídney y Melbourne era tal que ninguna iba a estar de acuerdo en que la otra se convirtiera en capital. Con el tiempo se alcanzó un acuerdo: Melbourn sería la capital interina hasta que se concordara un sitio para una nueva capital. La Sección 125 de la Constitución de Australia especificaba que la capital debía estar al norte del río Murray, que está en Nueva Gales del Sur, pero no a menos de 100 millas (160 km) de Sídney.
La búsqueda de un sitio apropiado comenzó con intensidad en 1903, cuando el nuevo gobierno federal instituyó una comisión para investigar lugares potenciales. Los comisionados no llegaban a acuerdo respecto a un sitio, sino que recomendaron varios: Albury, Tumut u Orange, en ese orden. La Cámara de Representantes (The House of Representatives) respaldó la opción de Tumut, mientras que el Senado se inclinó por la ciudad de Bombala.
Con el tiempo se alcanzó un acuerdo entre las dos cámaras y, con la aprobación del Acta de la Sede Gubernamental de 1904, el pueblo de Dalgety, ubicado en el río Snowy, fue la capital nacional designada. A esto siguió un conflicto entre el gobierno de Nueva Gales del Sur y el federal, pues el primero no estaba dispuesto a ceder la cantidad de territorio que el segundo exigía. Finalmente, en 1906 el estado cedió la cantidad de territorio en cuestión, pero en la región de Yass-Camberra; este lugar estaba más cerca de Sídney. Tras una visita a la región por parte de varios senadores y miembros del Parlamento Federal en 1908, el gobierno federal desaprobó el acta de 1904 y aprobó el Acta de la Sede Gubernamental de 1908, que ponía la capital en la región de Yass-Camberra.
El gobierno envió a Charles Scrivener a la región en el mismo año para que hiciera el mapa de la ubicación exacta, y tras un completo estudio este estableció la ubicación actual, unos 300 km al suroeste de Sídney a los pies de los Alpes Australianos. Dos personas que hicieron una campaña particularmente intensa en contra de poner la capital en Dalgety y a favor de hacerlo en Camberra fueron John Gale, el editor de la Queanbeyan Age, y el político federal King O'Malley.

## Establecimiento legal del territorio

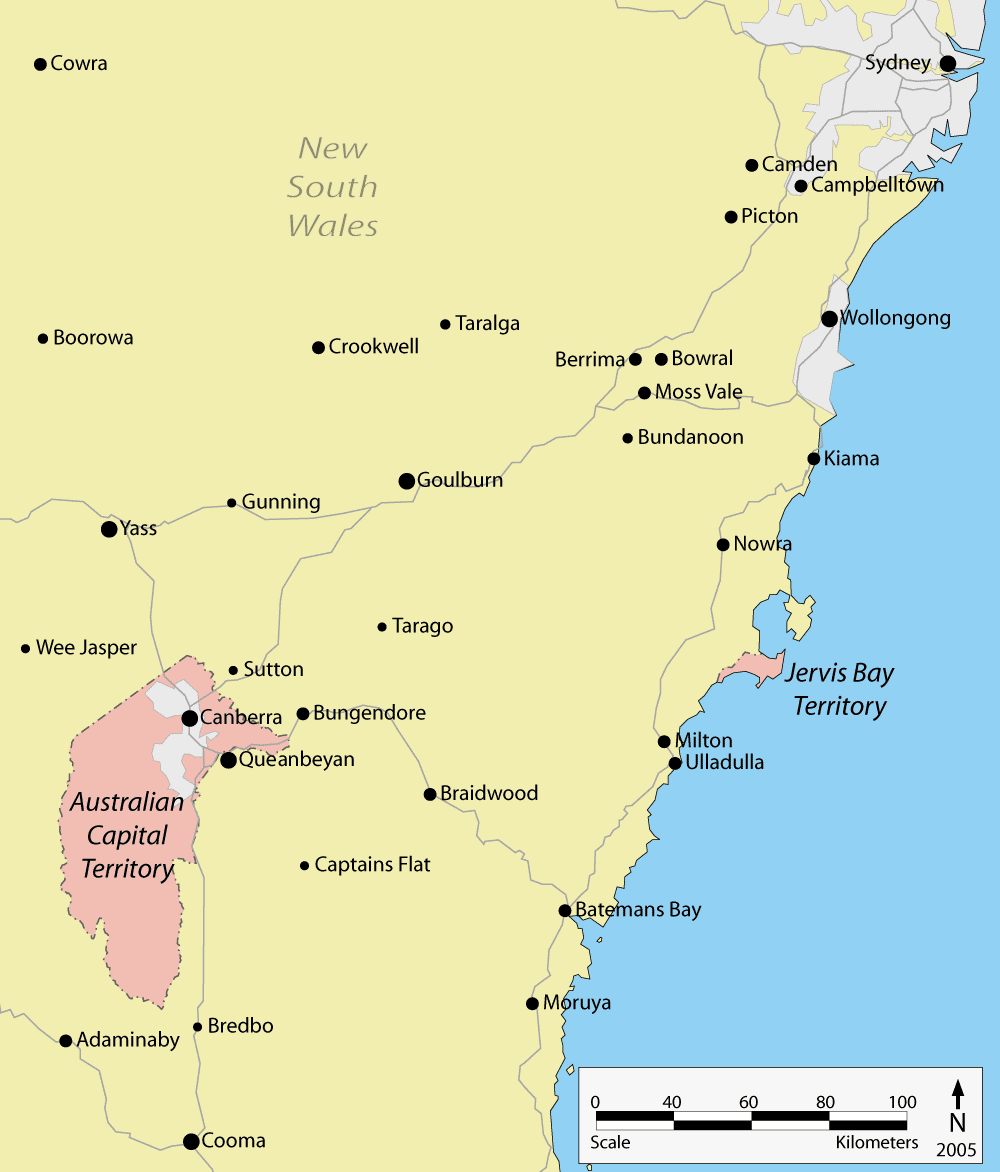
Ubicación del Territorio de la Capital Australiana y la bahía Jervis.

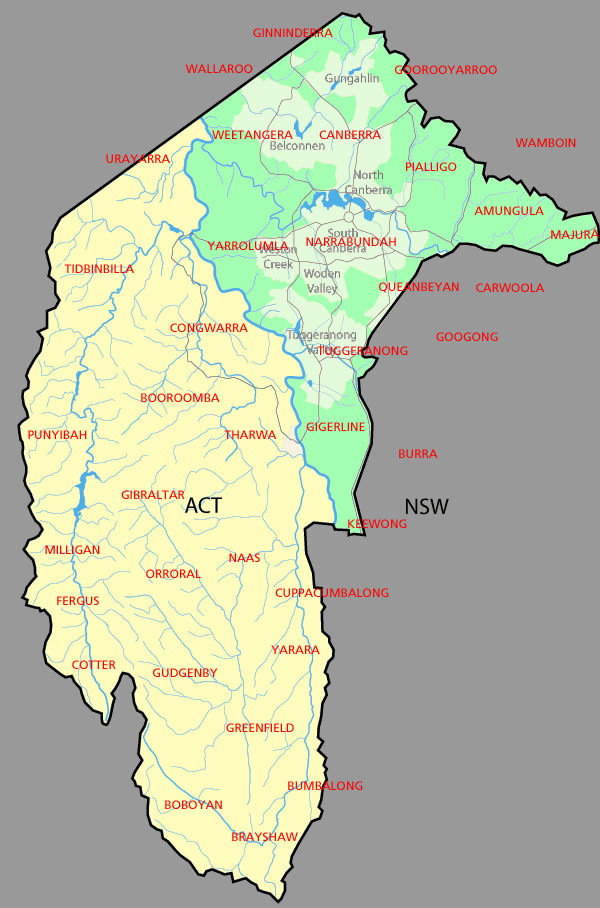
Parroquias civiles (en rojo) de la zona del Territorio de la Capital Australiana (ACT en el mapa, por sus siglas en inglés). Dentro del territorio ya no existen y fueron reemplazadas por 18 Distritos. La zona verde fue parte del condado de Murray, y la amarilla del condado de Cowley. Las divide el río Murrumbidgee. NSW es Nueva Gales del Sur (por sus siglas en inglés).

En 1909, Nueva Gales del Sur transfirió al gobierno federal los terrenos para la creación del entonces llamado Territorio de la Capital Federal a través de dos juegos de leyes: El Acta de Aceptación de la Sede Gubernamental de 1909 (Seat of Government Acceptance Act 1909), y el Acta de Entrega de la Sede Gubernamental de 1909 (Seat of Government Surrender Act 1909). El Acta transfirió las tierras de la Corona en los condados de Murray y Cowley a la Federación, que alcanzaban un área de unos 2,330 km² y ocho parcelas de terrenos cercanos a la bahía Jervis. Todas las propiedades privadas del área entregada debían ser compradas por la Federación. El acta de Aceptación también dio a la Federación derechos de agua sobre los ríos Queanbeyan y Molonglo.
El Acta de Administración de la Sede Gubernamental de 1910 (Seat of Government (Administration) Act 1910) creó el marco legal para el establecimiento del Territorio. Lo puso bajo jurisdicción de la Corte suprema de Nueva Gales del Sur, y especificó que las leyes que lo regirían serían emitidas por el Parlamento Federal y las ordenanzas por el Gobernador General.
Cuando el Acta se hizo ley el 1 de enero de 1911, la Federación tomó oficialmente el control del Territorio. King O'Malley, el político responsable de la legislación que lo creó, también logró que se aprobara una ley que lo convirtió en una zona libre de alcohol, que fue derogada en 1928. hasta entonces, los residentes locales viajaban a Queanbeyan, un poco más allá de la frontera con Nueva Gales del Sur, para beber los sábados. En 1938 se adoptó oficialmente el nombre Australian Capital Territory (Territorio de la Capital Australiana).
El Acta de Aceptación del Territorio de la Bahía Jervis de 1915 (Jervis Bay Territory Acceptance Act 1915) y el Acta de Entrega de la Sede Gubernamental de 1915 (Seat of Government Surrender Act 1915) de Nueva Gales del Sur crearon el Territorio de la Bahía Jervis, considerado parte del Territorio de la Capital Federal y bajo todas las leyes de éste.
El Ministro del Interior, King O'Malley, logró que se aprobara la legislación que impidió la compra de terrenos en el nuevo territorio, permitiendo sólo el arrendamiento. Esta decisión buscaba evitar la especulación de los precios y dar al Gobierno Nacional, como arrendador, mayor control sobre el desarrollo. Esto trajo importantes consecuencias en los habitantes locales, especialmente granjeros y ganaderos, que ya poseían tierras agrícolas muy productivas y esperaban indemnización.
Casi sin excepción, el avalúo de los terrenos fue muy inferior al esperado por sus dueños al compararlo con el de propiedades equivalentes al otro lado de la frontera territorial. El ministro O'Malley sugirió que se aceptara el avalúo fiscal o que se contratara asesoría legal y se apelara a la Corte Suprema.

## Desarrollo de Camberra
Una de las primeras instalaciones federales que se establecieron en el territorio fue el Instituto Militar Real (inglés, Royal Military College), en Duntroon, en terrenos de Campbell. Abrió en 1911. Ese año se llevó a cabo una competencia internacional para diseñar la capital, que se adjudicó el arquitecto de Chicago Walter Burley Griffin en 1912. El nombramiento oficial y el comienzo de la construcción de Camberra tuvo lugar el 12 de marzo de 1913. 

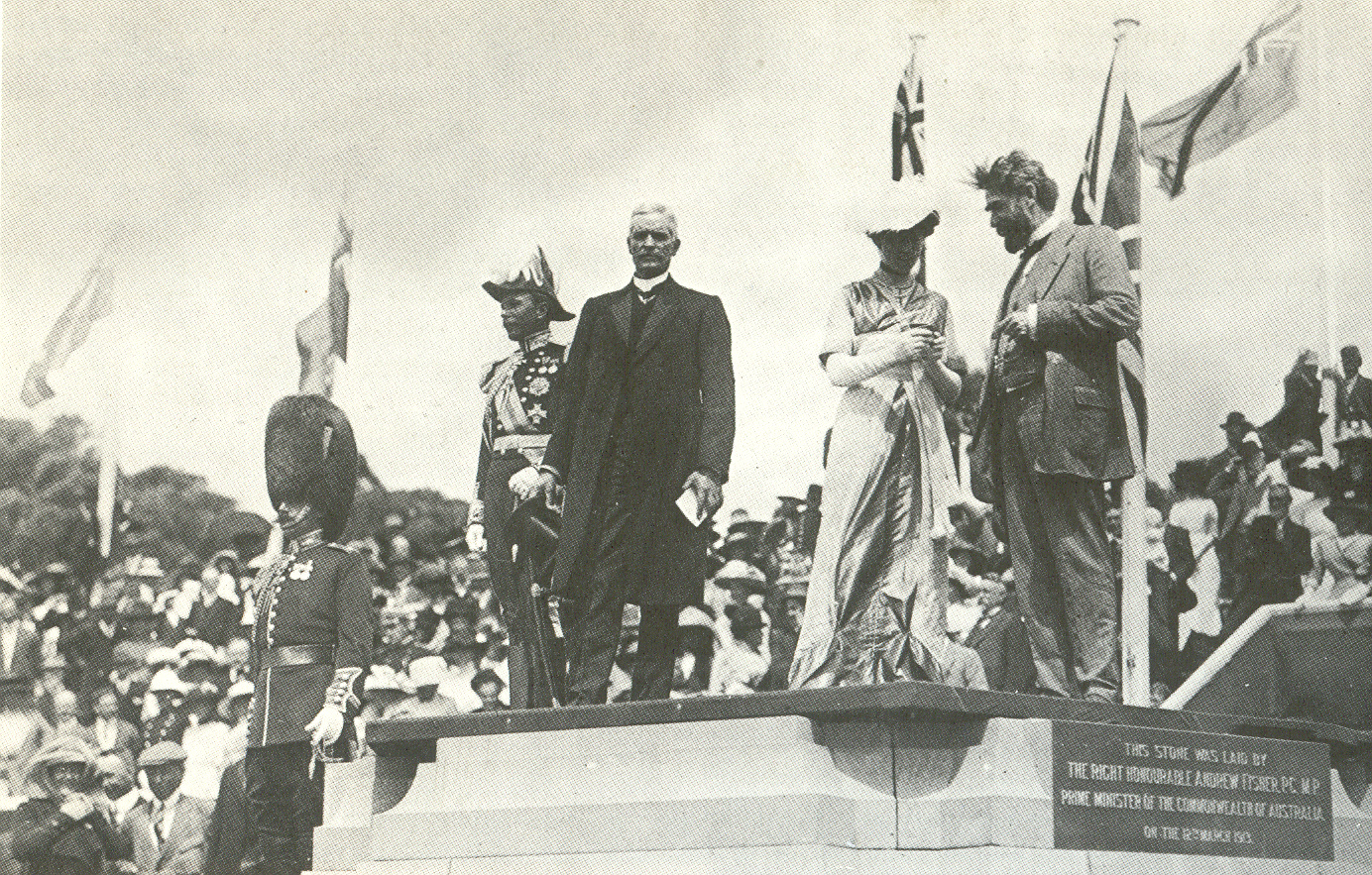
Nombramiento de Camberra, 12 de marzo de 1913.

Después de un grado de indecisión de las autoridades respecto del plan y su implementación, Griffin fue invitado a Australia en 1913 para que supervisara la construcción. Su plan involucraba importantes áreas verdes y una gran masa de agua. Trámites burocráticos retrasaban el trabajo. En 1916 el fallo de una Comisión Real estableció que su autoridad para ejecutar el plan había sido usurpado por algunos oficiales. El primer ministro Billy Hughes removió a Griffin de su puesto a fines de 1921. Para entonces Griffin había revisado su plan, supervisado las obras en tierra de las avenidas principales y establecido la plantación Glenloch Cork. 

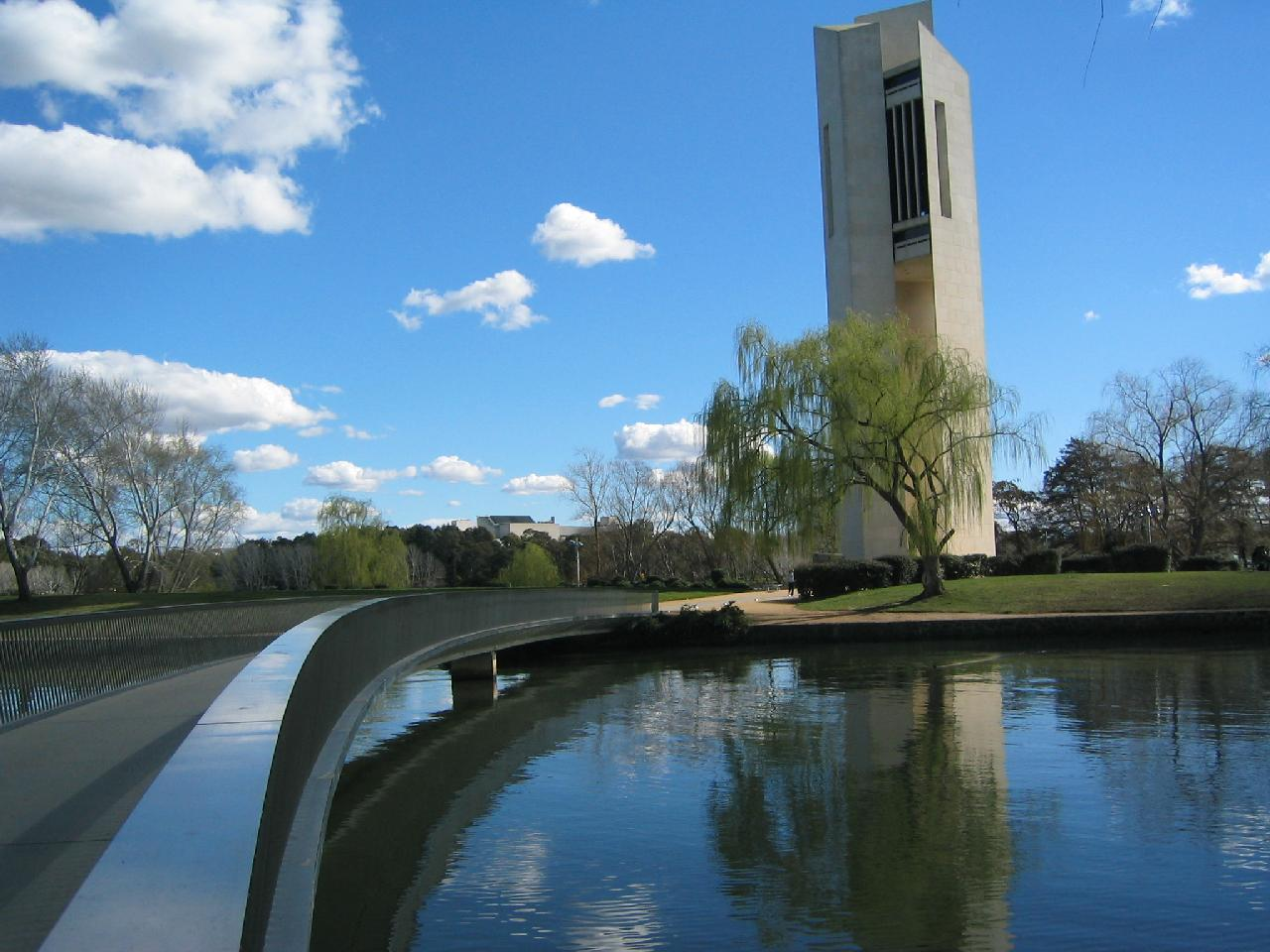
El carillón de la isla Aspen en el lago Burley Griffin, Camberra, celebra el 50.º aniversario de la capital nacional de Australia.

Después de que Griffin fuera removido, se estableció el Federal Capital advisory Committee (Consejo para la Capital Federal), corporación consultiva encargada de asesorar al Gobierno sobre la construcción. Su presidente, John Sulman, aplicó las ideas del movimiento ciudad jardín al plan de Griffin. En 1925 el comité fue reemplazado por la Federal Capital Commission (Comisión para la Capital Federal). su rol era prepara a Camberra para recibir al Parlamento Federal y los servicios públicos desde Melbourne. El Gobierno Federal se trasladó oficialmente al Territorio de la Capital Australiana desde Melbourne en la apertura formal del Parlamento el 9 de mayo de 1927. Una de las primeras actas del nuevo parlamento fue la derogación de la ley seca. Al principio algunos servicios públicos siguieron en Melbourne y se fueron trasladando a la capital gradualmente en el transcurso de varios años. De 1938 hasta 1957 el National Capital Planning and Development Committee (Comité de Planificación y Desarrollo de la Capital Nacional, NCPDC por sus siglas en inglés) siguió planificando la expansión adicional de Camberra, pero sin tener poder ejecutivo. Se tomaron decisiones respecto del desarrollo de la ciudad sin consultar al comité. Fue durante esta época que se construyó el Australian War Memorial (Monumento Conmemorativo Australiano de la Guerra), que se inauguró en 1941. Sin embargo, dificultades laborales y financieras limitaron el crecimiento de la ciudad, y su desarrollo fue esporádico hasta el fin de la Segunda Guerra Mundial.

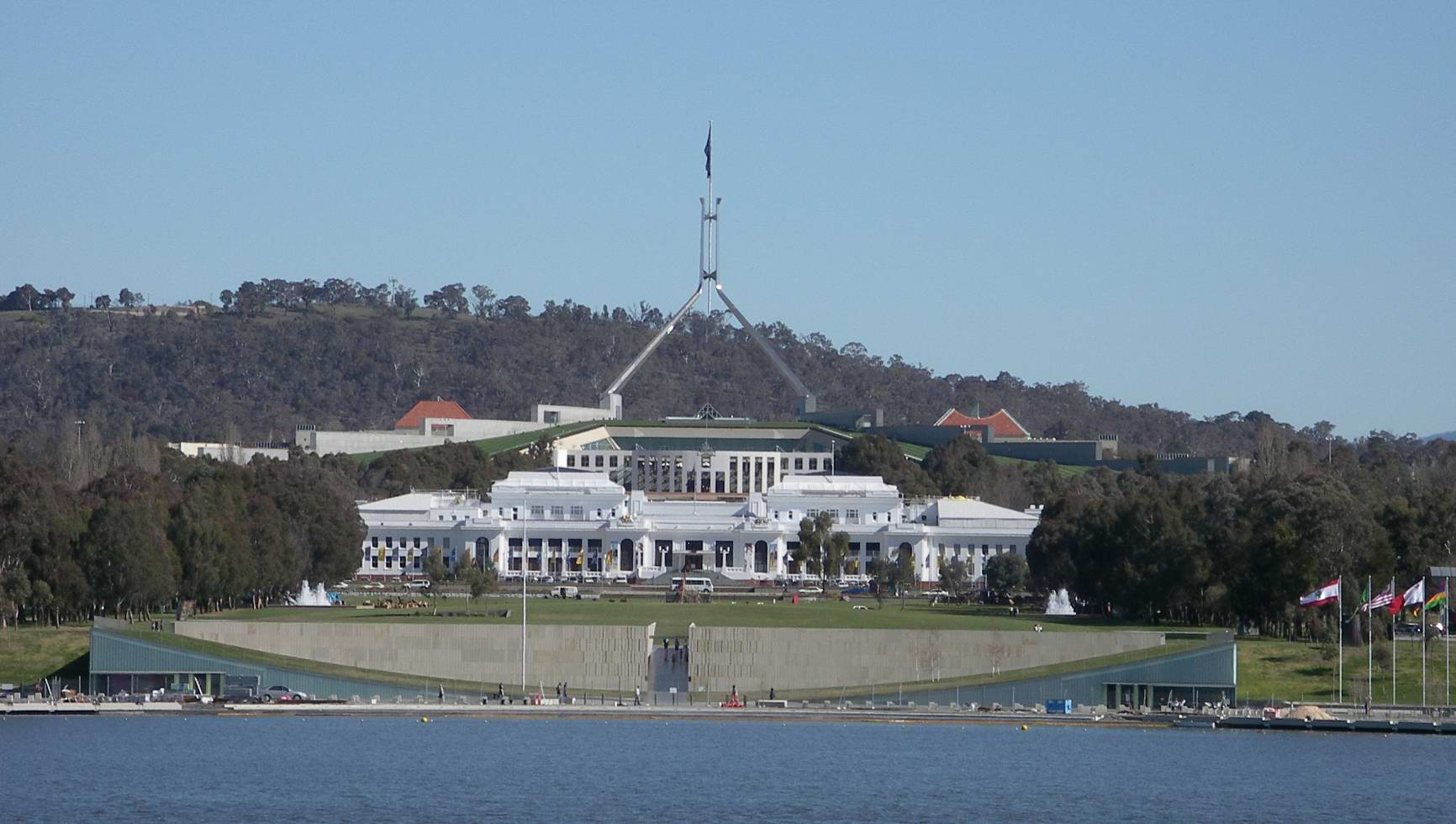
Tres de los hitos más conocidos de Camberra: El lago Burley Griffin (primer plano), el Parlamento Antiguo y el actual.

Tras la guerra hubo escasez de viviendas y oficinas en Camberra, de modo que se llevó a cabo una audiencia en el Senado en 1954 para atender sus necesidades de desarrollo. Se concluyó que debía formarse un cuerpo único de planificación con poder ejecutivo. En consecuencia, el NCPDC fue reemplazado por la National Capital Development Commission (Comisión de Desarrollo de la Capital Nacional, NCDC por sus siglas en inglés) en 1957. La NCDC supervisó la construcción del lago Burley Griffin y la terminación del Triángulo Parlamentario en 1964. En promedio, la población de Camberra aumentó más del 50% cada lustro entre 1955 y 1975. Para recibir a los nuevos residentes la NCDC supervisó la entrega de nuevos suelos residenciales por medio de la creación de nuevos centros urbanos: Woden, inaugurado en 1964; y Belconnen, inaugurado en 1966, Weston Creek en 1969 y Tuggeranong en 1973. Se construyó una nueva Biblioteca Nacional dentro del Triángulo Parlamentario, y luego la Corte Suprema de Australia, la Galería Nacional y el nuevo parlamento en 1988. Ese mismo año se disolvió la NCDC, pasando la mayor parte de su personal a trabajar en el recientemente creado Gobierno del Territorio de la Capital Australiana y la nueva Autoridad de la Capital Nacional, que se estableció para supervisar los intereses federales en el desarrollo de la capital. Camberra ha seguido creciendo con la entrega de más suelo residencial en Gungahlin en la década de 1990.